# Scandal (Teresa Teng-dal)
A Scandal (スキャンダル) Teresa Teng tajvani énekesnő tizenharmadik japán nyelvű kislemeze, amely 1986. november 21-én jelent meg a Taurus Records kiadó gondozásában.

## Számlista
1. Scandal (スキャンダル; Hepburn: Sukyandaru?, ’Botrány’)
Dalszöveg: Araki Tojohisza, zene: Miki Takasi, hangszerelés: Szakó Jaszuo
2. Sósin (傷心; Hepburn: Shōshin?, ’Bánat’)
Dalszöveg: Araki Tojohisza, zene: Miki Takasi